# Distrito de Nomi (Ishikawa)
El distrito de Nomi (能美郡 Nomi-gun?) es un distrito localizado en la prefectura de Ishikawa, Japón. En octubre de 2019 tenía una población estimada de 6.267 habitantes y una densidad de población de 428 personas por km². Su área total es de 14,64 km².

## Localidades
- Kawakita